# Cyphon besucheti
Cyphon besucheti es una especie de coleóptero de la familia Scirtidae.

## Distribución geográfica
Habita en Sri Lanka.